# ドン・ルイス・デ・ボルボーン親王の家族
『ドン・ルイス・デ・ボルボーン親王の家族』（ドン・ルイス・デ・ボルボーンしんのうのかぞく、西: La familia del infante don Luis de Borbón, 伊: La famiglia dell’infante don Luis de Borbón, 英: The family of Infante Don Luis de Borbón）あるいは『ドン・ルイス親王の家族』（ドン・ルイスしんのうのかぞく、西: La familia del infante don Luis, 伊: La famiglia dell’infante don Luis, 英: The family of Infante Don Luis）は、スペインのロマン主義の巨匠フランシスコ・デ・ゴヤが1784年に制作した肖像画である。油彩。国王フェリペ5世の息子で、ゴヤの有力な後援者であったルイス・アントニオ・デ・ボルボーン・イ・ファルネシオ親王とその家族を描いている。1800年から1801年の『カルロス4世の家族』（La familia de Carlos IV）とともにゴヤの大規模な集団肖像画として知られる。現在はイタリアのパルマ県トラヴェルセートロにあるマニャーニ・ロッカ財団に所蔵されている。

## 人物
ドン・ルイス親王は国王フェリペ5世と2番目の王妃エリザベッタ・ファルネーゼの息子として1727年7月25日に生まれた。8歳でトレド大司教に任命され、数年後にはセビリア大司教に任命された。しかし1754年、召命の欠如を理由に聖職者の地位を放棄し、第13代チンチョン伯爵の称号を引き継いだ。さらに1759年、フェリペ5世と最初の王妃マリア・ルイサ・デ・サボヤの息子であるフェルナンド6世が死去すると、王位を主張した。しかし結局はナポリ王国・シチリア王国の国王であった兄カルロス3世がスペイン国王として即位した。1776年6月27日、親王はサラゴサの下級貴族出身の女性マリア・テレサ・デ・バリャブリガと身分違いの結婚（貴賤結婚）をした。カルロス3世に疎まれ、さらに貴賤結婚をした2人はマドリードを去らなければならなかった。親王はマドリードから遠く離れたアビラ県アレナス・デ・サン・ペドロに新しくモスケラ宮殿を建設して移り住んだ。親王は当時のスペインにおける最も重要な後援者の1人であり、建築家ベントゥーラ・ロドリゲスや、チェリストであり作曲家のルイジ・ボッケリーニ、若いゴヤを後援した。またアレナス・デ・サン・ペドロに著名な建築家や画家、作曲家を招き、彼がこの地で過ごした8年間はアレナス・デ・サン・ペドロの歴史の中で最も文化的に繁栄した時代となった。親王の関心は広範囲におよび、ボアディーリャ・デル・モンテとアレナス・デ・サン・ペドロの宮殿には壮大なアートギャラリー、図書館、自然科学のユニークな陳列室、貴重なアンティークコイン、その他多くのコレクションが形成された。本作品が完成した翌年の1785年8月7日に死去。

## 制作経緯

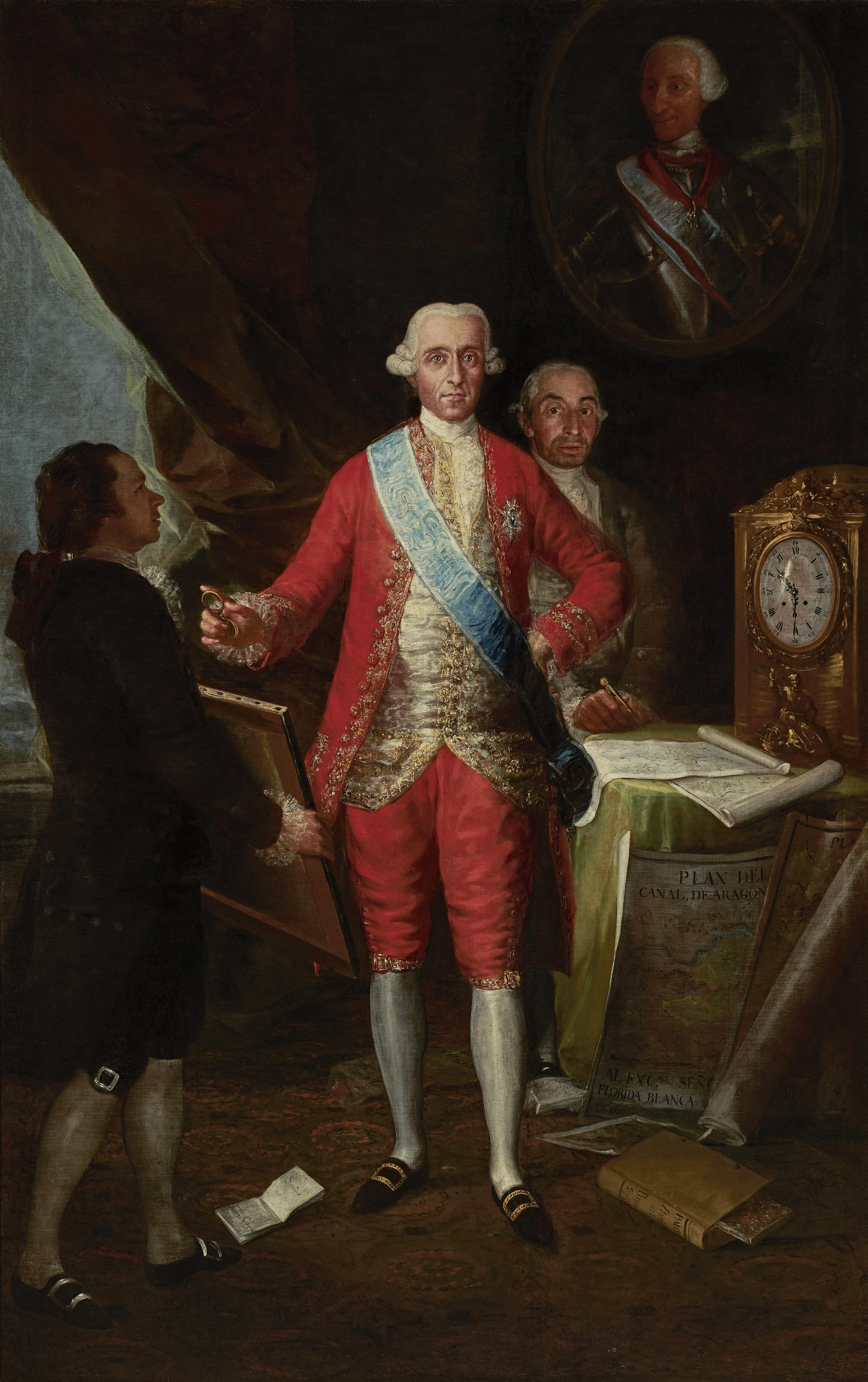
ゴヤの肖像画『フロリダブランカ伯爵の肖像』。1783年。スペイン銀行所蔵。

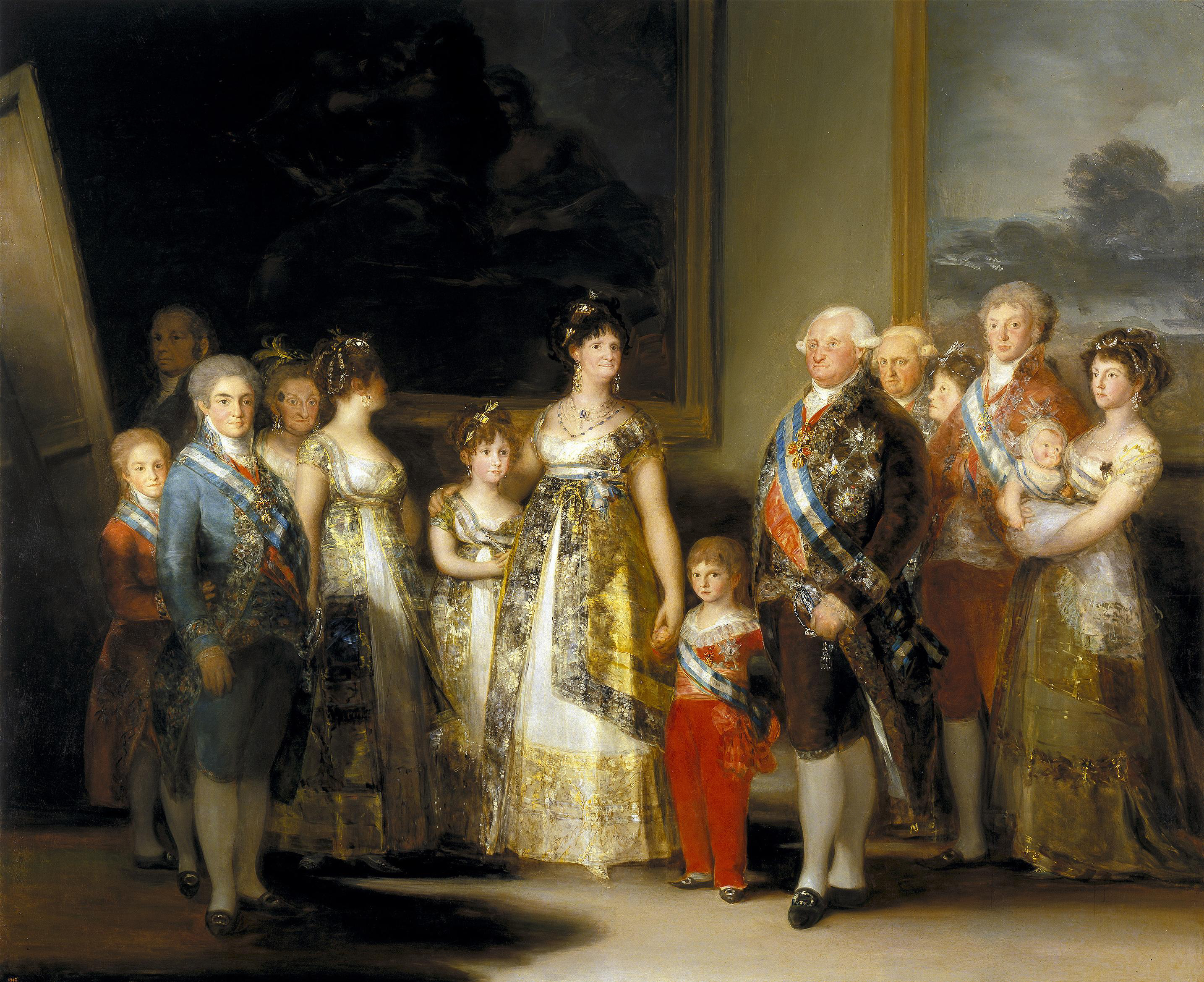
ゴヤの集団肖像画『カルロス4世の家族』。1800年から1801年。プラド美術館所蔵。

1780年、ゴヤは王立サン・フェルナンド美術アカデミーの会員に選出された。この選出はゴヤがマドリードの社交界や貴族サークルの最も重要な人物たちと接触することを可能にした。1783年1月、ゴヤは当時権力の絶頂にあったフロリダブランカ伯爵ホセ・モニーノから依頼を受けて肖像画を制作した。この肖像画はアカデミー会員選出直後に注文を受けた重要作品の1つで、フロリダブランカ伯爵の好意を得ていたゴヤは、肖像画の成功により伯爵からドン・ルイス親王を紹介されたと考えられている。
親王はすぐにゴヤの有力な後援者となり、ゴヤは1783年夏から1784年にかけてアレナス・デ・サン・ペドロのモスケラ宮殿を訪れ、親王とその家族の肖像画を多数制作した。これらの作品群には本作の準備習作も含まれていた。たとえば1783年8月27日制作の『マリア・テレサ・デ・バリャブリガの肖像』（Retrato de Doña Maria Teresa de Vallabriga）、1783年9月11日制作の『ドン・ルイス・デ・ボルボーン親王の肖像』（Retrato del Infante don Luis de Borbón）は準備習作と考えられている。その後、ゴヤは親友マルティン・サパテールに宛てた1783年9月20日付の手紙の中で、アレナス・デ・サン・ペドロに初めて滞在したことや、親王との良好な関係について語っている。
本作品はゴヤが妻ホセファ・バイユーをともなって2度目の滞在をした1784年6月から10月に制作された。スペインにおいて集団肖像画はディエゴ・ベラスケスの『ラス・メニーナス』（Las Meninas）のような傑作はあったが、一般的ではなかった。本作品はゴヤが17年後に制作した『カルロス4世の家族』に先行する、最初の大規模な集団肖像画となった。

## 描かれた人物
画面には14人もの人物が描かれている。ドン・ルイス親王夫妻をはじめ、絵画の中心的人物の特定は容易であるが、これに対して彼らを取り巻く人々の特定は困難である（特に画面右）。これらの描かれた人物について当時の記録や言及は残されていない。しかしモスケラ宮殿の文書資料には使用人のリストと給与明細が含まれており、約550名の使用人が働いていたことが分かっている。それらの中で最も重要かつドン・ルイス親王に近しい人物が肖像画に選ばれたと考えられ、これらの資料の研究や他の肖像画との比較により、肖像画に描かれた人物が絞り込まれている。

### 人物リスト
14人の人物はおおむね以下のように考えられている。
|          | 人物                                                        | 爵位ほか                                   | 位置   |
| -------- | ----------------------------------------------------------- | ------------------------------------------ | ------ |
| 夫 妻    | ドン・ルイス                                                | 第13代チンチョン伯爵                       | 中央左 |
| 夫 妻    | マリア・テレサ                                              | チンチョン伯爵夫人                         | 中央   |
| 子 女    | ルイス・マリア                                              | 後の枢機卿、第14代チンチョン伯爵           | 画面左 |
| 子 女    | マリア・テレサ                                              | 後の第15代チンチョン女伯爵                 | 画面左 |
| 子 女    | マリア・ルイサ                                              | 後のサン・フェルナンド・デ・キロガ公爵夫人 | 中央右 |
| そ の 他 | フランシスコ・デ・ゴヤ                                      | 画家本人                                   | 左端   |
| そ の 他 | アントニア・デ・バンダルブロト （Antonia de Vanderbrocht）  | マリア・テレサのメイド                     | 左端   |
| そ の 他 | ペトロニラ・デ・バルデアレナス （Petronila de Valdearenas） | マリア・テレサのメイド                     | 画面左 |
| そ の 他 | サントス・ガルシア （Santos Garcia）                        | 美容師                                     | 中央   |
| そ の 他 | イシドラ・フエンテス （Isidra Fuentes）                     | 乳母                                       | 画面右 |
| そ の 他 | マヌエル・モレノ （Manuel Moreno）                          | 親王の秘書                                 | 画面右 |
| そ の 他 | ルイジ・ボッケリーニ（異説多数）                            | 作曲家、チェリスト                         | 画面右 |
| そ の 他 | フランシスコ・デル・カンポ （Francisco del Campo）          | マリア・テレサの秘書                       | 画面右 |
| そ の 他 | アレハンドロ・デ・ラ・クルス                                | 宮廷画家                                   | 右端   |

## 作品
この集団肖像画は公式の儀礼と非公式が入り混じった作品で、おそらくモスケラ宮殿でゴヤが描こうとしている肖像画のためにポーズをとる前のマリア・テレサを描いている。マリア・テレサは美容師によって髪が整えられ、その周囲にはドン・ルイス親王とその子供たち、最も重要な側近や使用人、芸術家が集まっている。場面となっている部屋は薄暗く、暗緑色のカーテンが扉口のようなものを覆い、かろうじてその左側の柱が見える。

### 中心的人物

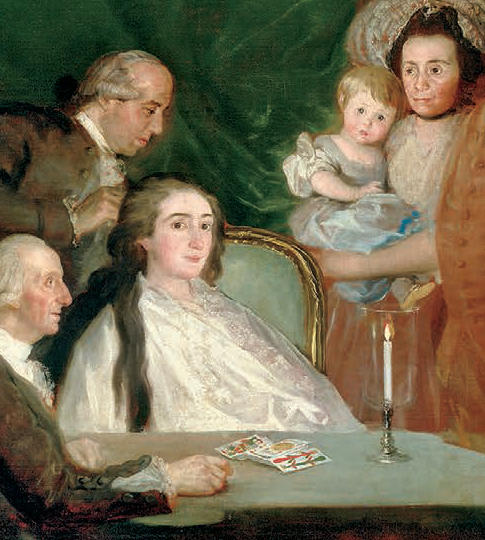
マリア・テレサとドン・ルイス・親王、幼児のマリア・ルイサ。

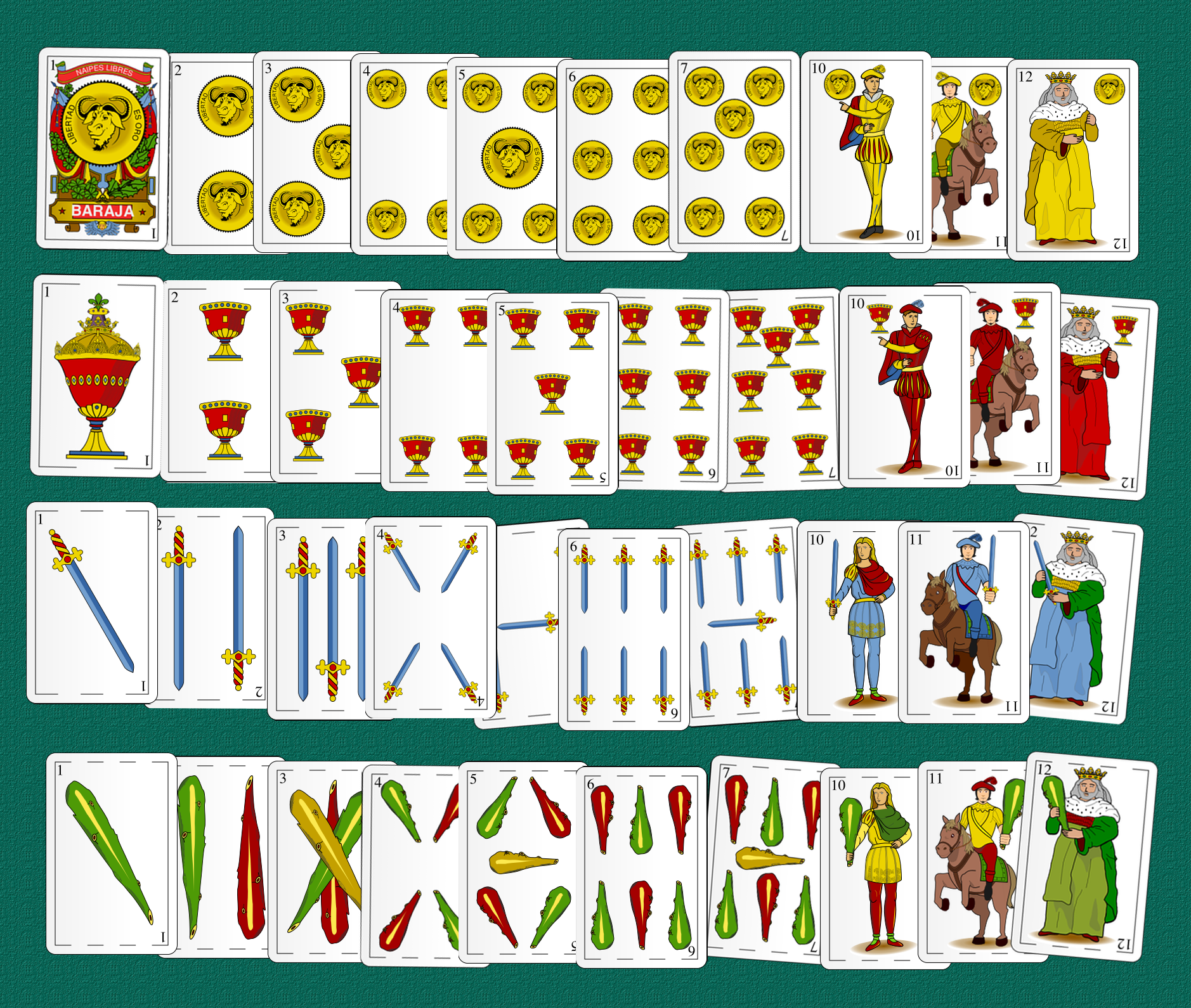
スペイン風トランプ。

画面中央に描かれているのは豪華な白いペニョワールを着たドン・ルイス親王の妻マリア・テレサである。彼女は風変わりな形のテーブルの向こう側で、豊かな髪を美容師にとかしてもらっている。マリア・テレサは穏やかな物腰で鑑賞者のほうに視線を向けている。彼女のペニョワールはテーブルの上に置かれた唯一の光源である銀の燭台の蝋燭の光に照らされて輝いている。
ドン・ルイス親王はマリア・テレサの右側に座っている。当時56歳であった親王は真横から描かれている。その横顔はしわが寄り、おそらく嗅ぎタバコのために赤らんだ鼻をしている。親王の上着のポケットからは赤いハンカチが出ている。どうやら親王はゴヤが肖像画を描き始めるまでの間、トランプ遊びに熱中しているらしく、テーブルの上にはトランプの束が置かれている。しかしそれゆえ周囲の状況に無関心であるように見える。ゲームにはスペインの伝統的なデザインのトランプが使用されており、「オロス（金貨）のエース」、「バストス（棍棒）の11」、同じく「バストスの2」が見える。トランプ遊びの種類は不明である。ソリティアか、あるいは親王が伯爵の称号を持っていたマドリード州の地名に由来するチンチョンかもしれない。
親王の左隣には少年ルイス・マリア（後の第14代チンチョン伯爵）が父親と同じく真横で描かれている。ルイス・マリアは青い服を着ており、黒いリボンを使ってブロンドの髪を後ろでまとめている。ルイス・マリアの隣では妹のマリア・テレサ（後の第15代チンチョン女伯爵）が子供らしい好奇心を発揮し、肖像画の準備をするゴヤを見つめている。
最年少の娘マリア・ルイサは当時1歳であり、母の左側で乳母に抱きかかえられている。

### 他の人物
画面左の女性たちはおそらくマリア・テレサのメイド、アントニア・デ・バンダルブロト（Antonia de Vanderbrocht）とペトロニラ・デ・バルデアレナス（Petronila de Valdearenas）と思われる。一方は銀のトレイにマリア・テレサの寝室用の帽子を乗せ、もう一方は髪用のパウダーが入った銀の箱を持って控えており、髪の手入れが終わるのを待っている。髪の手入れをしている美容師は1780年代に宮殿で働いていたサントス・ガルシア（Santos Garcia）である。
画面右で幼児のマリア・ルイサを抱いているのは乳母イシドラ・フエンテス（Isidra Fuentes）であろう。彼女の隣にいる男性はおそらくドン・ルイス親王の秘書マヌエル・モレノ（Manuel Moreno）である。彼は画面に描かれた人物の中で最も恰幅が良く、血色が良い。

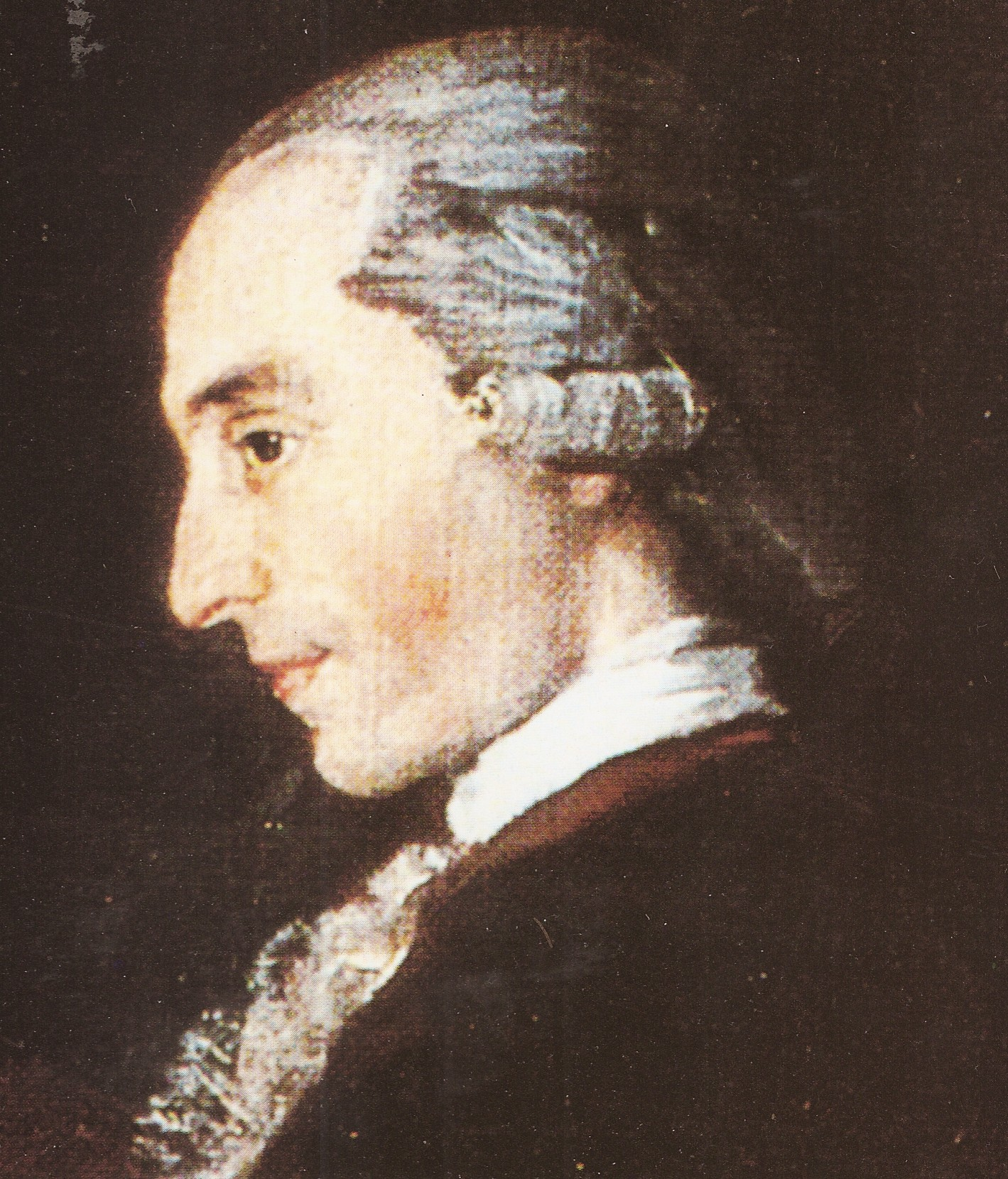
おそらくドン・ルイス親王付きの演奏者兼作曲家として仕えたルイージ・ボッケリーニ。

マヌエル・モレノの隣に立っている人物は高名なチェリストで作曲家のルイージ・ボッケリーニとされている。1769年にスペインの宮廷に招かれ、ドン・ルイス親王付きの演奏者兼作曲家として仕えていた。しかし、当時のいくつかの肖像画と類似が認められるにもかかわらず、他の候補が挙げられている。一説によると、この人物はドン・ルイス親王の従者グレゴリオ・ルイス・デ・アルセ（Gregorio Ruiz de Arce）、あるいはルイス・マリアの家庭教師エスタニスラオ・デ・ルーゴ・イ・モリーノ（Estanislao de Lugo y Molino）と言われている。
ターバンのような帽子をかぶって鑑賞者に向けて笑顔を見せている男性は、とりわけ特定が困難である。近年は王室の従者マルコス・デル・カンポ（Marcos del Campo）の弟で、マリア・テレサの秘書であったフランシスコ・デル・カンポ（Francisco del Campo）ではないかと言われている。この人物は1783年3月にゴヤの義理の妹の1人マリア・マテア・バイユー・スビアス（María Matea Bayeu Subias）と結婚した。一般的にゴヤは肖像画を制作したフロリダブランカ伯爵ホセ・モニーノ・イ・レドンドを通じて親王と知り合う機会を得たと考えられているが、実際にその役割を果たしたのはフランシスコであった可能性がある。この人物は1780年代初頭からドン・ルイス親王に雇われており、ゴヤは彼が有能な人物であったことを友人のマルティン・サパテールに宛てた手紙の中で述べている。
画面右端にはグレーのスーツを着た人物が立っている。その表情は画面の他の人物に対して良い感情を抱いているようには見えない。この人物の正体は依然として謎のままである。一説によるとアントン・ラファエル・メングスを師とする宮廷画家アレハンドロ・デ・ラ・クルス、あるいはグレゴリオ・フェロではないかと言われている。ゴヤはどちらの画家も高く評価していなかったことが知られている。

### 分析

ディエゴ・ベラスケスの『ラス・メニーナス』。1656年。プラド美術館所蔵。

構図は画面中央のマリア・テレサに鑑賞者の視線が集まるよう意図している。ゴヤはこれを彼女の左右に配置された人物群や、背後に配置された緑色のカーテンによって生じる強い対角線で実現している。テーブル上の燭台は画面の中で唯一の光源であるだけでなく、おそらく象徴的な意味を持っている。ドン・ルイス親王は同様に蝋燭を唯一の光源とするカラヴァッジョ風の絵画作品を何点か所有していた。そこでゴヤは彼の収集趣味を暗示した可能性がある。また燭台はヴァニタスの象徴であることも考えられる。蝋燭の灯りは、若い妻と年齢差があり、比較的高齢で健康状態が良くない親王の残りの人生が短いことへのほのめかしであろう。事実、親王は本作品が制作された翌年に死去している。
それゆえ横顔が対比的に描かれている老いた父ドン・ルイス親王と幼い息子ルイス・マリアは象徴的である。おそらくゴヤは2人の横顔を並べて描くことで親王の相続人としてのルイス・マリアの役割を強調している。2人の横顔はアンティークコインに描かれたローマ皇帝のそれを思い出させるが、しかしその一方で親王が不当にも置かれた状況と、それゆえに息子が本来得られるはずである正当な権利を継承することができないであろうことを暗示させる。

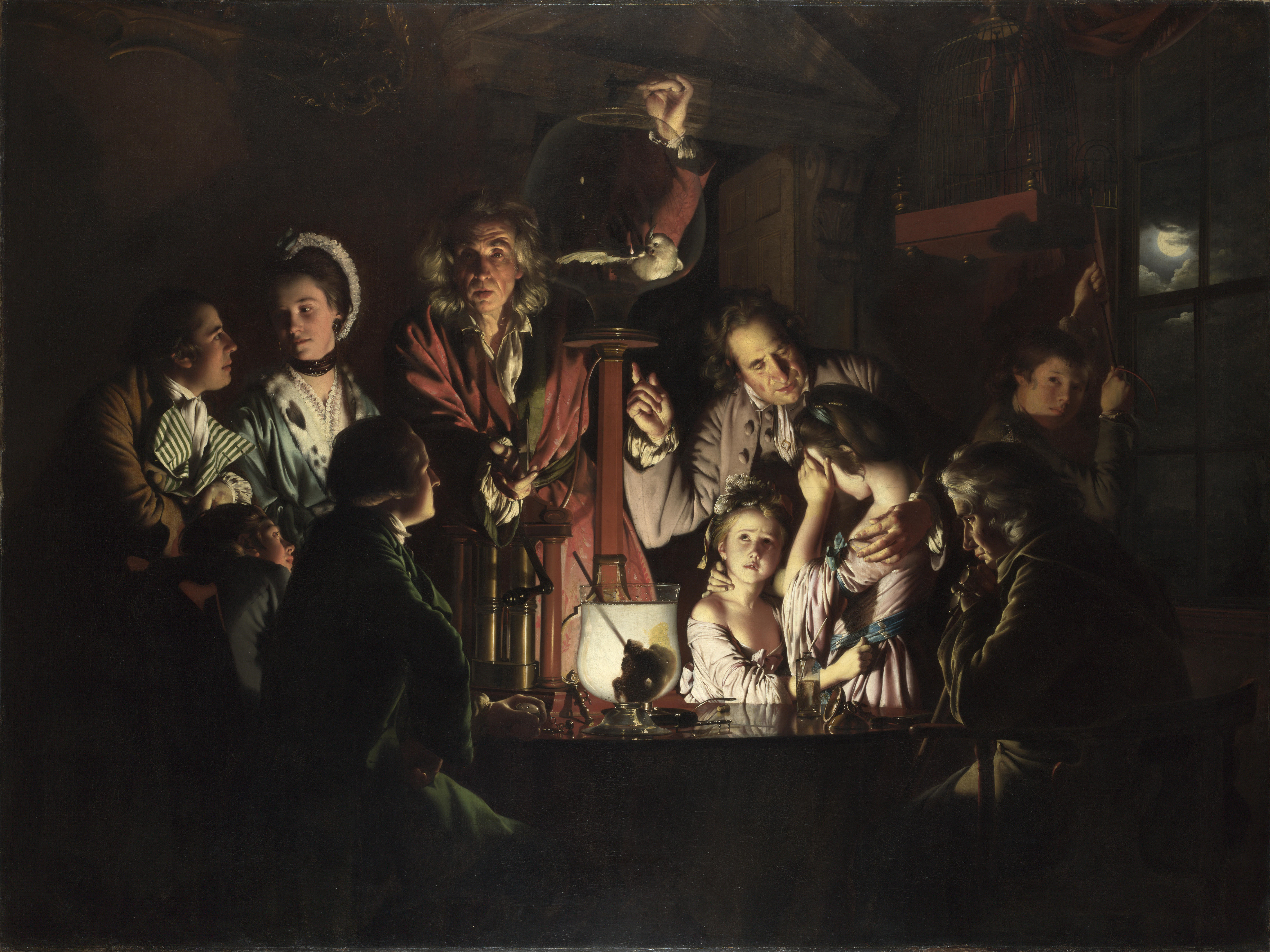
ジョセフ・ライトの『空気ポンプの中の鳥の実験』。1768年。ロンドン・ナショナル・ギャラリー所蔵。

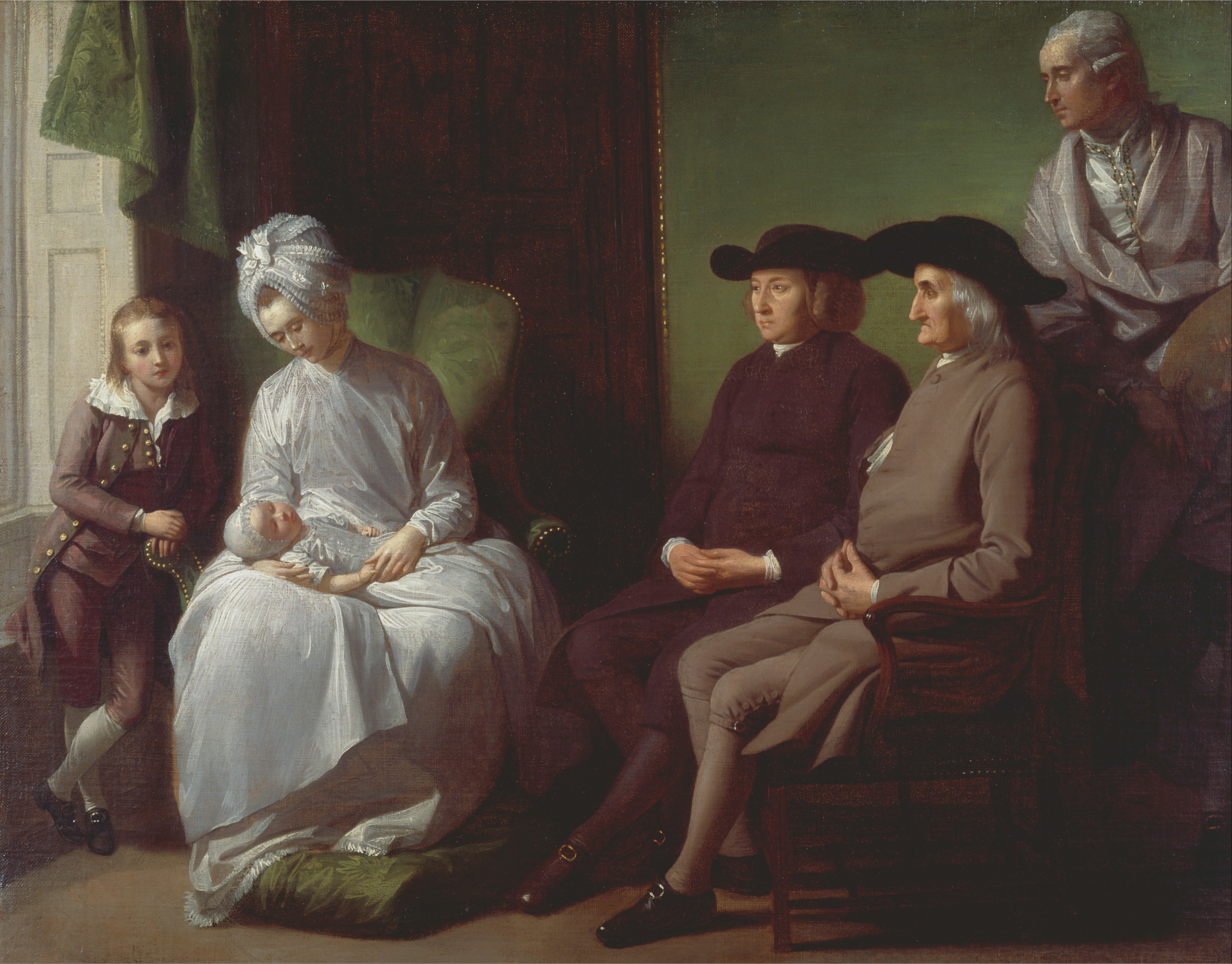
ベンジャミン・ウェストの『芸術家とその家族』。1772年頃。イェール大学イギリス美術センター所蔵。

本作品には謎めいた描写がいくつか見られるが、1人でトランプ遊びをしているドン・ルイス親王の描写もその1つである。ヨーロッパの絵画では、トランプ遊びはしばしば「怠惰」を暗示し、悪徳の寓意像のアトリビュートととして描かれた。そのためこの描写はドン・ルイス親王に対して否定的な連想をさせる。しかしテーブル上に見える「オロスのエース」はスペイン風トランプのデッキの中で最も強いカードであり、おそらく親王の美しい家族など、彼の人生の肯定的な側面についての言及と思われる。さらに18世紀のスペイン風トランプの「オロスのエース」には、中央にスペイン国王の肖像画あるいは君主制の象徴が描かれた。これは親王がスペイン王室の血を引くことについての言及である可能性がある。画面の中で親王のトランプ遊びを見ている人物は少なく、右側に描かれた5人の人物のうち秘書のマヌエル・モレノと、演奏者兼作曲家のルイージ・ボッケリーニの2人だけである。彼らはいずれも礼儀正しい態度で親王のトランプ遊びを見つめている。

### 図像的源泉
本作品は様々な集団肖像画の先行作品に影響を受けたことが指摘されている。その中でも最も偉大な先行例はベラスケスの『ラス・メニーナス』であろう。ベラスケスはこの作品の中で鏡に映ったスペイン国王フェリペ4世夫妻の姿とともに、その家族と使用人たちのグループを非公式な態度で描いており、またベラスケス自身も画面の中で大きなキャンバス画の制作に取り組んでいる。この特徴は本作品の性格と共通している。また『ラス・メニーナス』におけるベラスケスの位置と同様に、自身を画面左端に配置している。ゴヤはベラスケスの絵画に精通しており、1778年に正確なデッサンと版画を制作していた。『ラス・メニーナス』への言及は、ベラスケスを大いに賞賛したドン・ルイス親王を喜ばせることを意図するとともに、フェリペ4世の宮廷におけるベラスケスと同じように自身をドン・ルイス親王の宮廷画家であると示したいゴヤの野心を明らかにしている。
その他に、構図における光と影の効果はジョセフ・ライトの1768年のテネブリズム絵画『空気ポンプの中の鳥の実験』（An Experiment on a Bird in the Air Pump）の影響を示唆している。親密な家族の雰囲気については、ベンジャミン・ウェストの集団肖像画『芸術家とその家族』（The Artist and His Family）の1781年の版画を参考にした可能性がある。この作品では家庭内で家族がグループを構成し、日常の活動に従事している様子が描かれている。またあるいはジョヴァンニ・ドメニコ・ティエポロが1760年頃に描いた家族の未完成の肖像画に触発されたかもしれない。
髪の手入れを受けるマリア・テレサの描写については、ポンペオ・バトーニの1760年頃の『ヴァニタスとしてのジローラマ・サンタクローチェの肖像』（Ritratto di Girolama Santacroce come Vanitas）に由来している可能性がある。この作品でポンペオ・バトーニはポリ公ミケランジェロ・コンティ（Michelangelo Conti, Duca di Poli）の妻ジローラマ・サンタクローチェがナイトガウンを着て美容の手入れを受ける姿を描いている。

## 来歴
完成した肖像画はドン・ルイス親王のコレクションとしてアレナス・デ・サン・ペドロのモスケラ宮殿に収蔵されていた。その後、娘である第15代チンチョン女伯爵マリア・テレサに相続され、ボアディーリャ・デル・モンテのドン・ルイス親王宮殿に移された。さらにチンチョン女伯爵の1人娘カルロタ・デ・ゴドイ・イ・ボルボーンに相続された。カルロタ・ルイサはローマの王子カミーロ・ルスポリと結婚したため、1886年のカルロタ・ルイサの死後、肖像画はルスポリ家の手に渡り、1904年6月にフィレンツェに移された。1974年、後にマニャーニ・ロッカ財団を設立するルイジ・マニャーニによって購入された。

## ギャラリー
関連するゴヤの肖像画

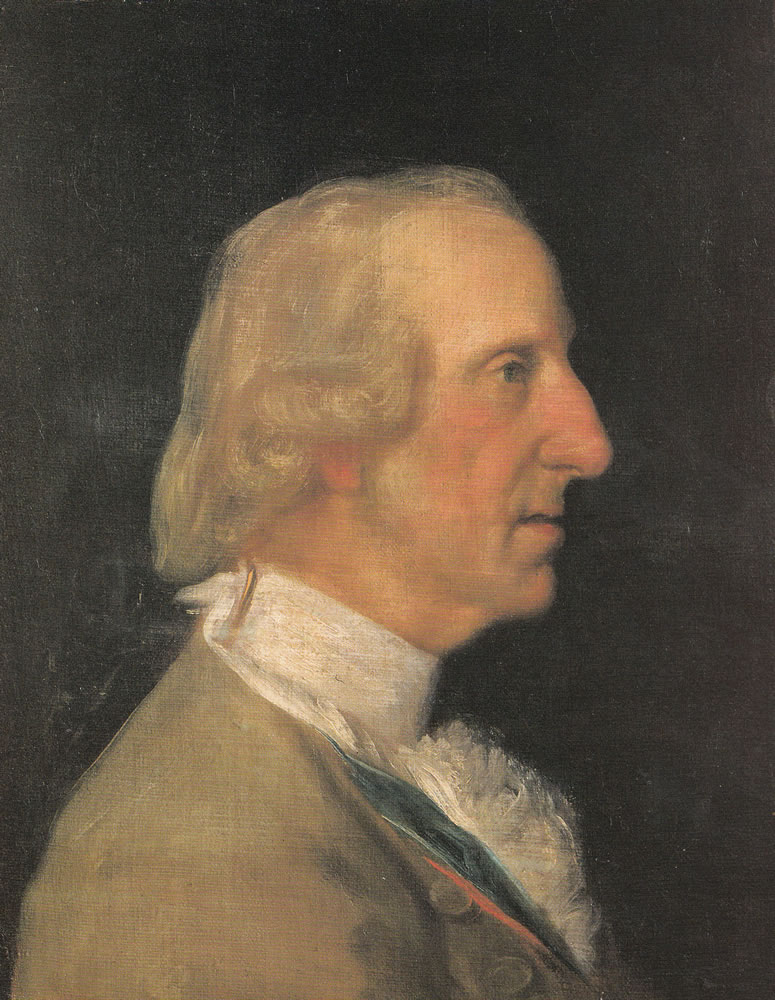
『ドン・ルイス・デ・ボルボーン親王の肖像』1783年 個人蔵
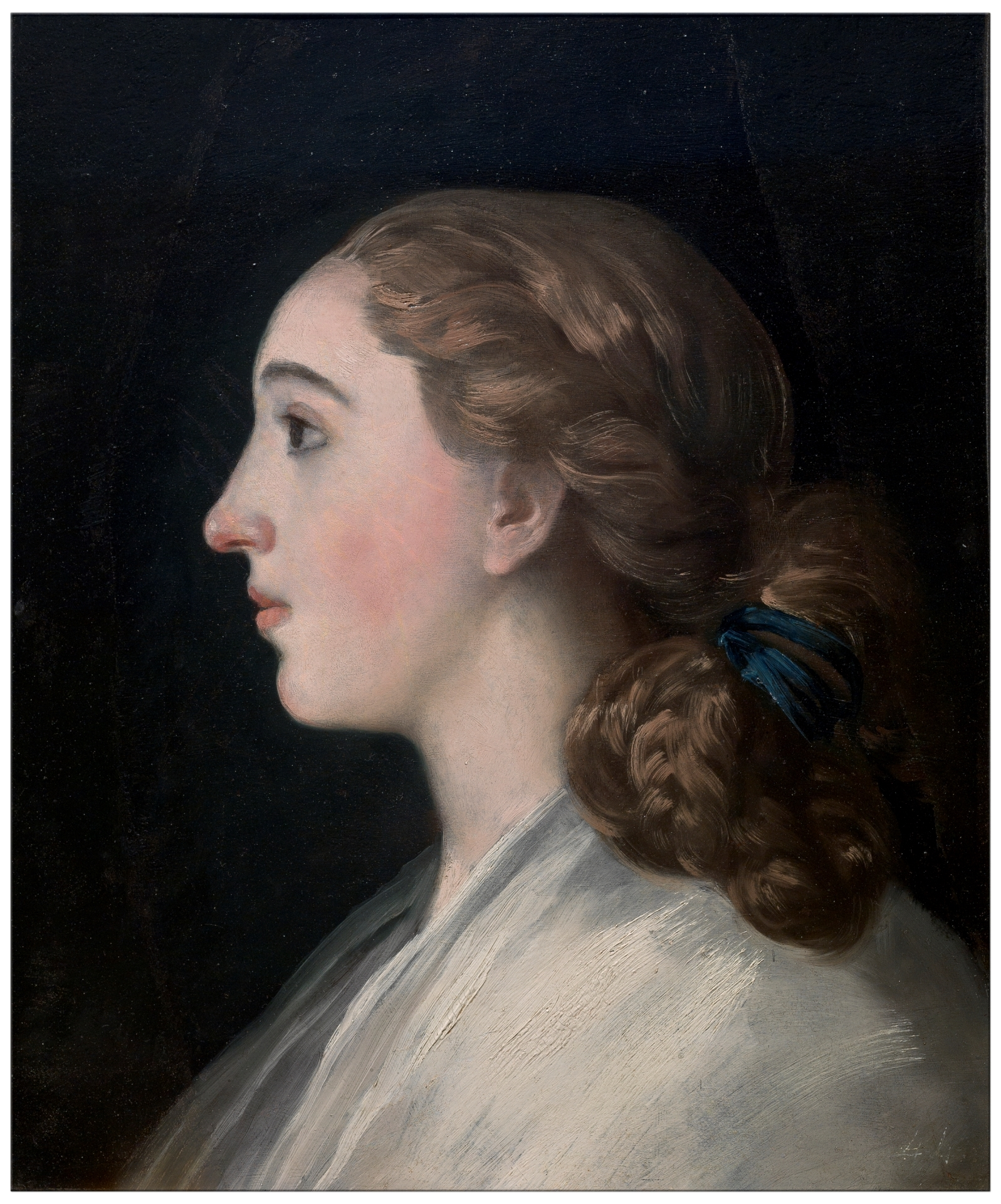
『マリア・テレサ・デ・バリャブリガ・イ・ロサスの肖像』1783年 プラド美術館所蔵
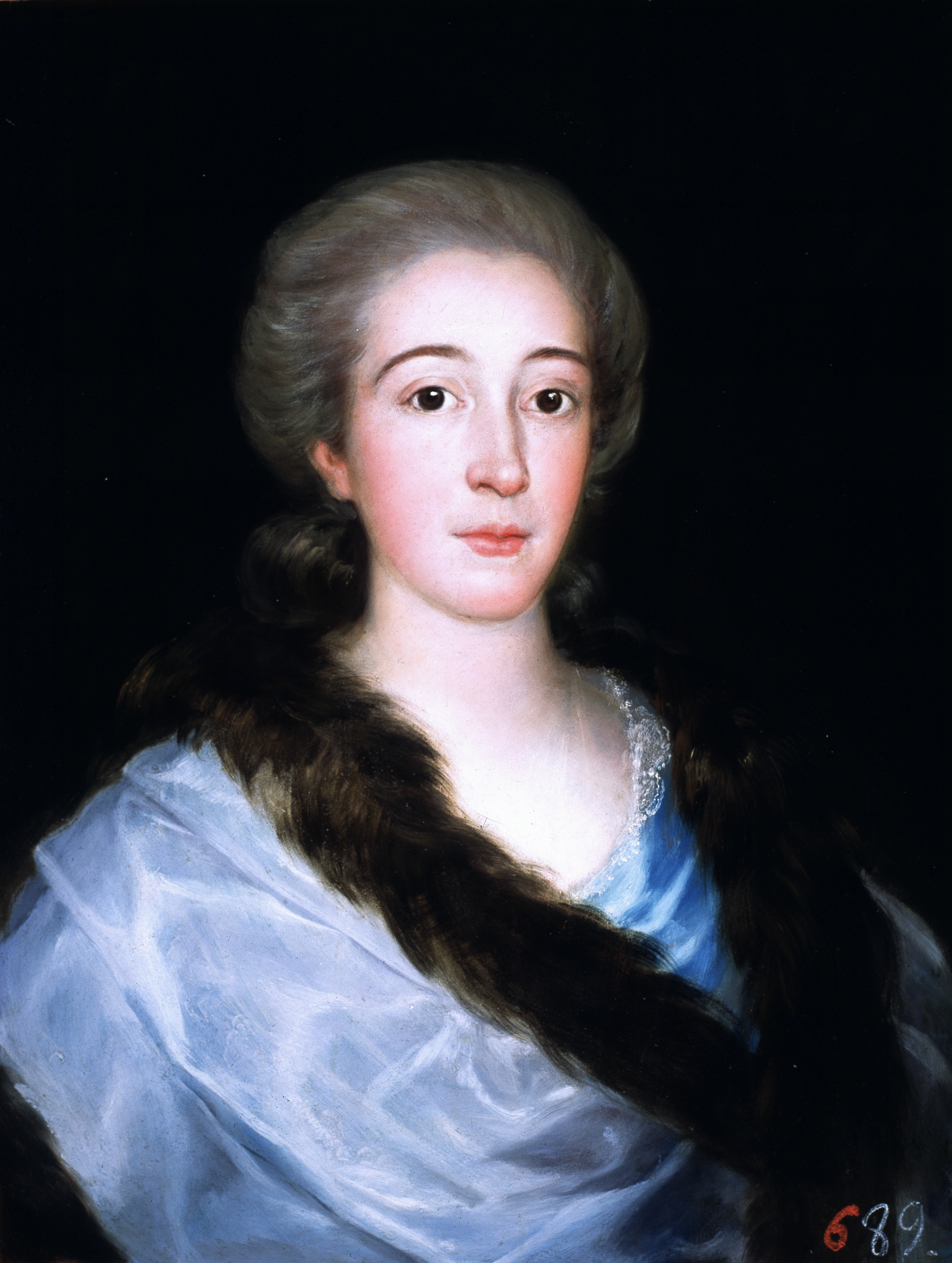
『マリア・テレサ・デ・バリャブリガ・イ・ロサスの肖像』1783年 個人蔵
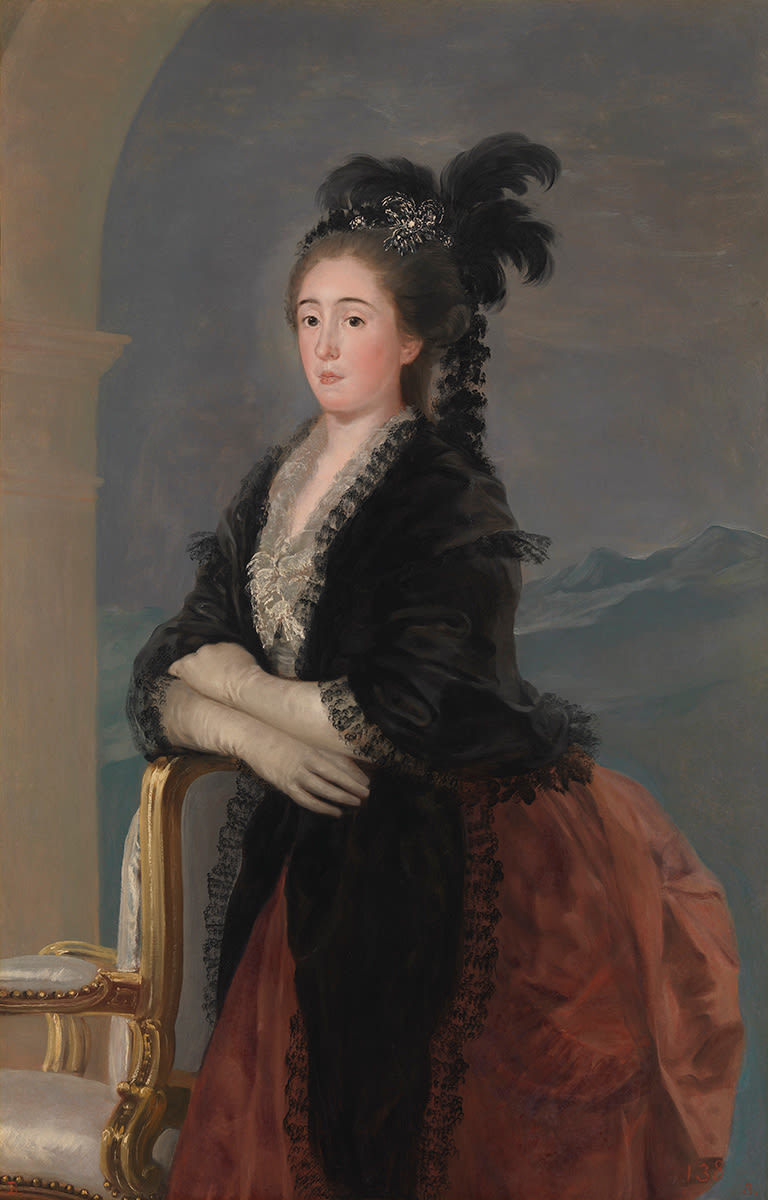
『マリア・テレサ・デ・バリャブリガ・イ・ロサスの肖像』1783年 ノイエ・ピナコテーク所蔵
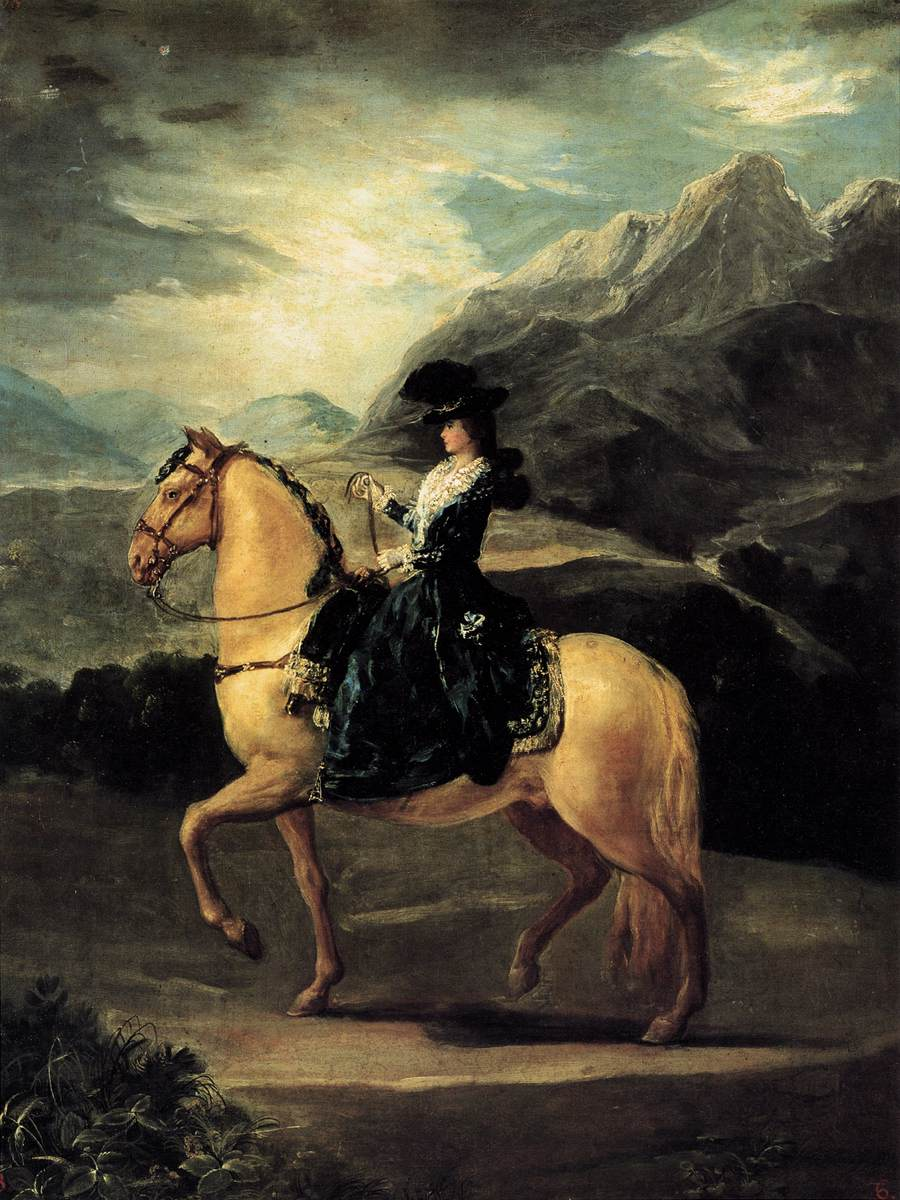
『マリア・テレサ・デ・バリャブリガ・イ・ロサス騎馬像』1783年 ウフィツィ美術館所蔵
『マリア・テレサ・デ・ボルボーン・イ・バリャブリガの肖像』1783年 ナショナル・ギャラリー・オブ・アート所蔵[15]
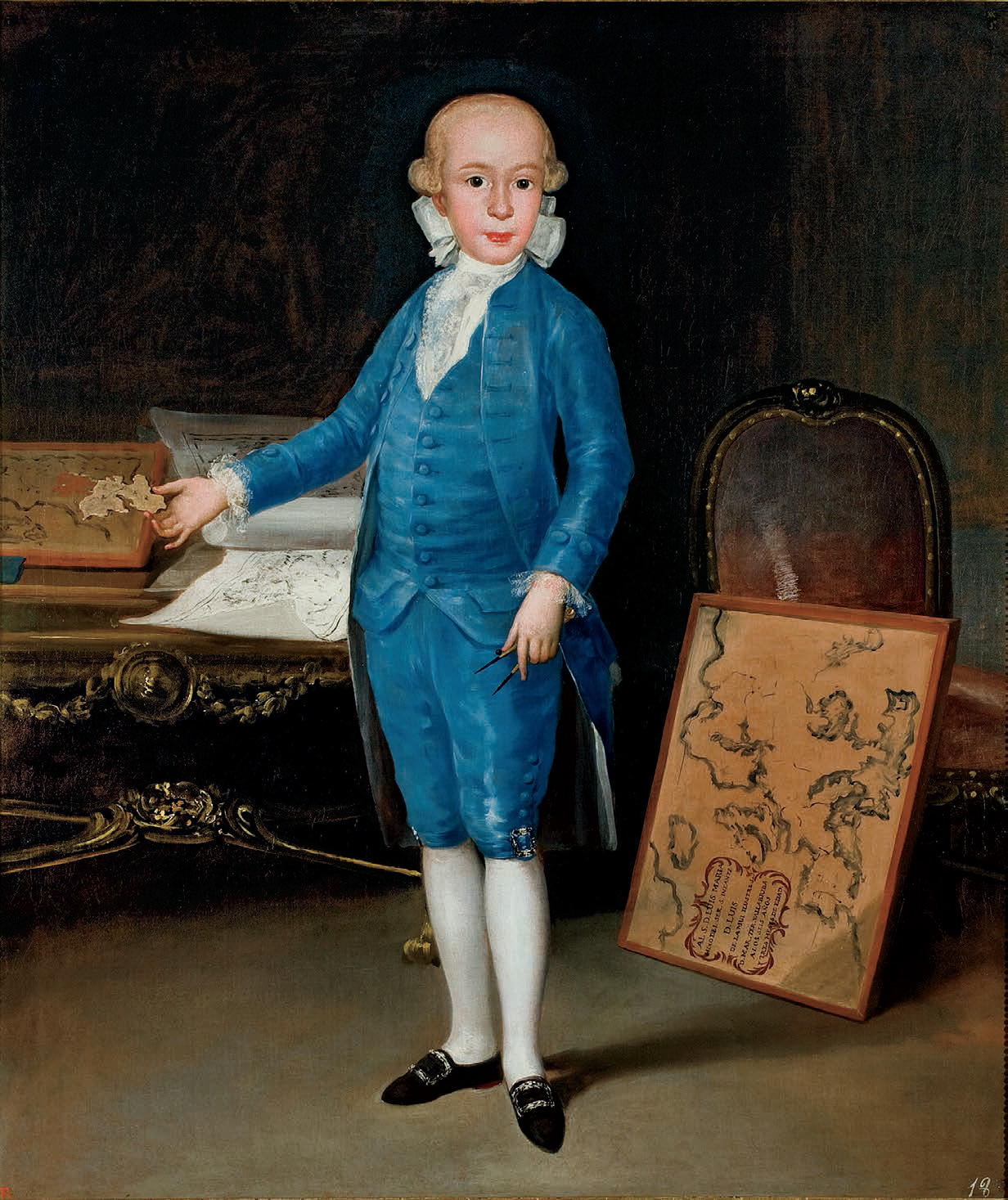
『少年ルイス・マリア・デ・ボルボーン・イ・バリャブリガの肖像』1783年 サラゴサ博物館（英語版）所蔵
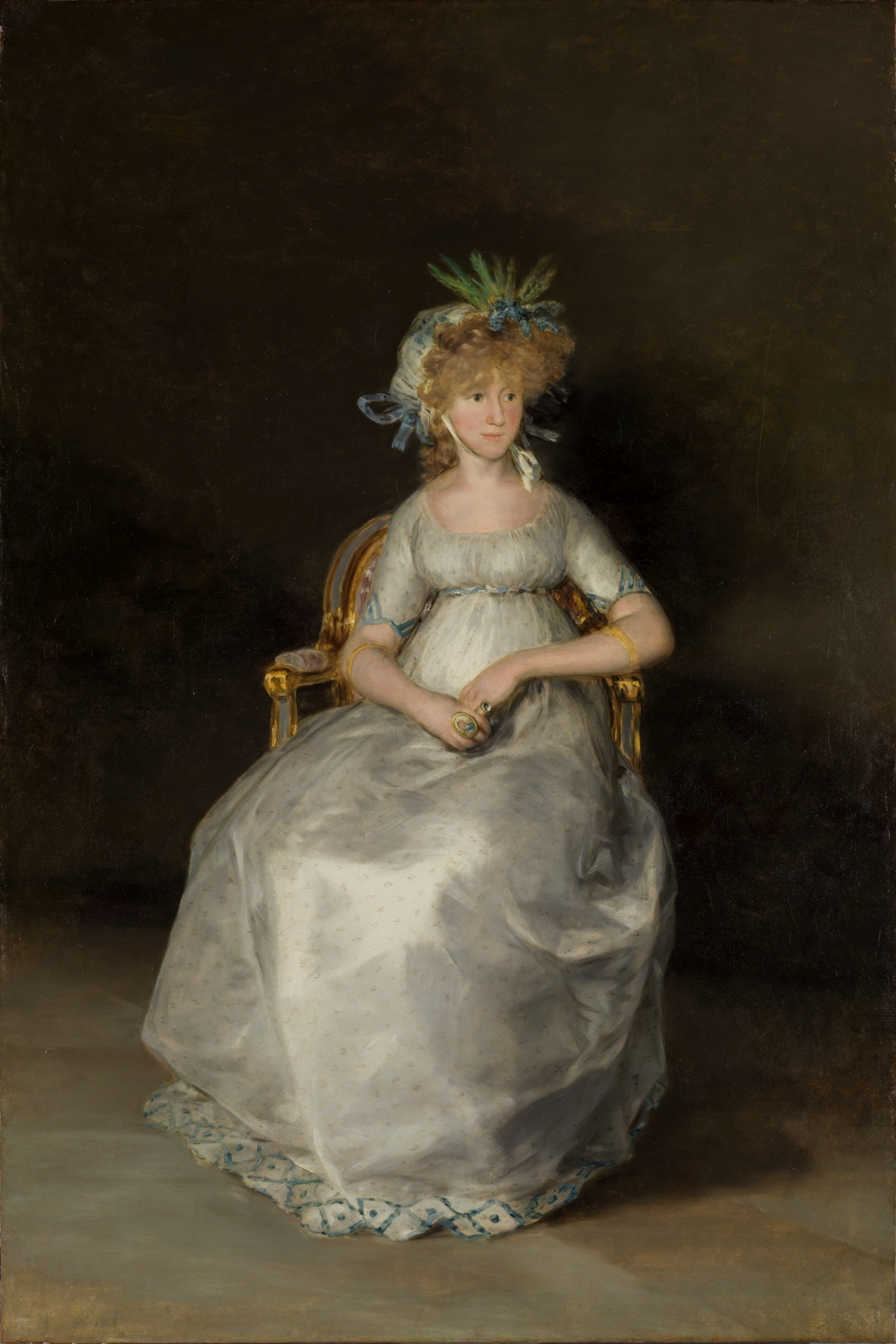
『チンチョン女伯爵の肖像』1800年 プラド美術館所蔵
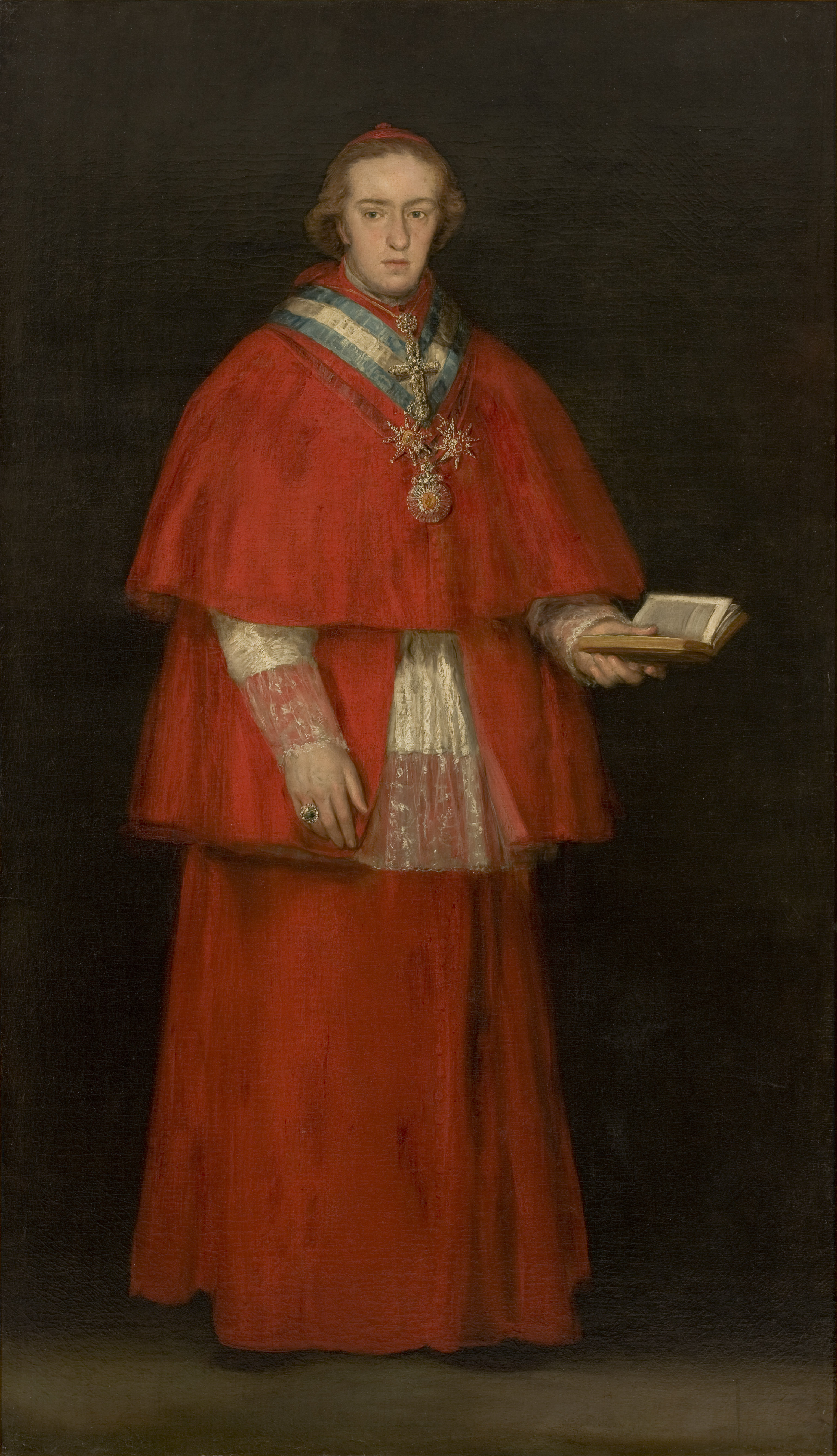
『枢機卿ルイス・マリア・デ・ボルボーン・イ・バリャブリガの肖像』1798年-1800年頃 サンパウロ美術館所蔵
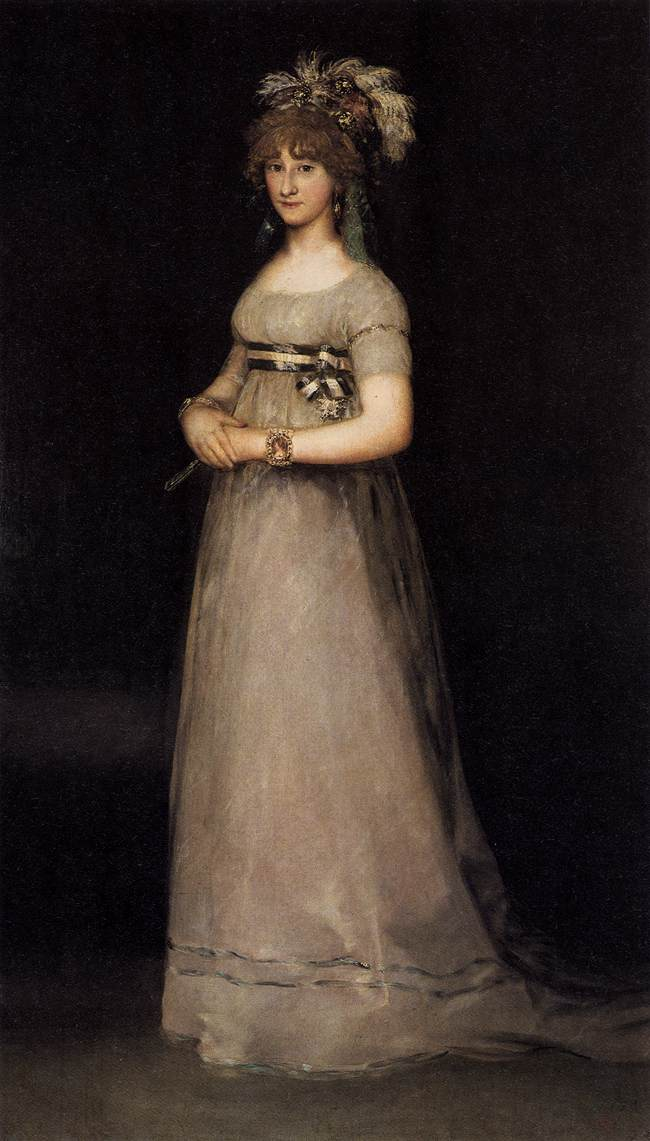
『マリア・ルイサ・デ・ボルボーン・イ・バリャブリガの肖像』1800年頃 ウフィツィ美術館所蔵